# امتثال فوزي
امتثال فوزي (القرن 19 - 22 مايو 1936) هي ممثلة وراقصة مصرية.

## حياتها ونشأتها
وُلدت في قرية مير، التابعة لمركز القوصية بمديرية أسيوط، وبعد فترة جاءت إلى القاهرة رفقة عائلتها، ثم التحقت بمدرسة أفيروف بالعطارين وتعلمت اللغة اليونانية، ولكن والدتها فضّلت إخراجها من المدرسة وإبقاءها بالمنزل، وبسبب ظروف مرت بها احترفت الرقص، وكانت تعمل بمقهى الغزاوي بالإسكندرية، وبلغت شهرتها الآفاق، مما دفع بديعة مصابني للذهاب إلى الإسكندرية للتعاقد معها. اشتهرت في العشرينات والثلاثينات من القرن الماضي وتتلمذت على يد بديعة مصابني. وشاركت في السينما بعدة أعمال منها  الهارب.
وبعد فترة قليلة، تركت امتثال فوزى العمل بصالة بديعة واشتركت مع صديقتها ماري منصور في إدارة صالة بجوار محطة مصر عُرفت بمسرح أو كازينو البسفور بميدان رمسيس حاليًا. تزوجت من زكي طليمات رائد المسرح المصري الحديث بعد طلاقه من الفنانة روز اليوسف.

## مقتلها
رفضت «امتثال» دفع الإتاوة لفتوات شارع عماد الدين وتحديدًا «فؤاد الشامي»، والذي فرض عليها إتاوة قدرها 50 جنيهًا شهريًّا وإلا قام بقتلها في حالة عدم الدفع. بدورها، أبلغت «امتثال» رجال الشرطة، وكان قسم الأزبكية يطل مباشرة على كازينو البسفور، فلما علم «الشامي» بذلك شعر بضياع هيبته بين رجاله، مما زاد الموقف امتناع بعض راقصات عماد الدين دفع الإتاوات، فدفع «الشامي» بأحد رجاله ويدعى «كامل الحريري»، مساء يوم الجمعة 22 مايو 1936، الذي انتظرها خلف مسرح البسفور وقام بغرز رقبة زجاجة مكسورة في عنقها لتلقى حتفها على الفور.
انتدب مصطفى النحاس باشا اثنين من موظفي الداخلية لحضور التحقيق وإعداد تقرير، وانشغلت الصحف بالحدث فتصدرت الحادثة الصفحات الأولى في صحف السياسة، العروسة، دار الهلال، اللطائف المصورة وغيرها. حوكم الفتوة والقاتل وحكم عليهما بالسجن عشرين عامًا. أصدر رئيس الوزراء «النحاس باشا» قرارًا بإلغاء نظام الفتوات في مصر، ثم قدمت السينما قصة الراقصة امتثال في السينما وأخرج الفيلم حسن الإمام باسم امتثال، وقامت ببطولته ماجدة الخطيب.

## روابط خارجية
- امتثال فوزي على موقع IMDb (الإنجليزية)
- امتثال فوزي على موقع الدهليز
- امتثال فوزي على موقع قاعدة بيانات الأفلام العربية